# Familia Buffet
La familia Buffet fue una familia de fabricantes de instrumentos musicales francesa.

## Denis Buffet-Auger
Denis Buffet-Auger, nacido como Denis Buffet, nació el 28 de julio de 1783 en La Couture, cerca de Dreux en una familia de torneadores de madera. Tras su matrimonio con Marie-Anne Auger fue conocido como Buffet-Auger. En 1825 puso en marcha un taller de fabricación de instrumentos en París, un negocio que se convertiría en la empresa Buffet Crampon, todavía activa y una de las fábricas de instrumentos de viento-madera más importantes. Jean Louis Buffet fue su hijo. Denis Buffet-Auger murió el 24 de septiembre de 1841 en París.

## Auguste Buffetjeune
Auguste Buffet el joven, el joven, (nombre completo Louis-Auguste Buffet) nació el 6 de agosto de 1789 en La Couture, y era el hermano pequeño de Denis Buffet-Auger. Auguste hizo instrumentos musicales La Couture por 1813, pero sobre 1830 trasladó su taller a París. En la década de 1830 diseñó y construyó dos nuevos clarinetes bajos, desarrolló y mejoró el sistema Boehm de flauta (con la ayuda del flautista Víctor Coche), y, con H. E. Klosé, inventó el propiamente dicho sistema Boehm de clarinete, el sistema que todavía se emplea en la mayoría de clarinetes. A principios de la década de 1840, con P.J.R. Soler, desarrollón un sistema Boehm para oboe; esto, sin embargo, tuvo menos éxito. Louis-Auguste Buffet fue su hijo. Auguste Buffet jeune murió el 30 de septiembre de 1864 en Anet.

## Jean Louis Buffet
Jean Louis Buffet, también conocido como Jean Louis Buffet-Crampon, nació el 18 de julio de 1813 en La Couture, hijo de Denis Buffet-Auger. Hacia 1830 empezó a trabajar en la empresa de fabricación de instrumentos musicales creada por su padre, y tras su posterior muerte en 1841 se hizo dueño de la empresa. Buffet se casó con Zoë Crampon en 1836, y hacia 1844 su empresa se conoció son el nombre de Buffet Crampon. Murió en París el 17 de abril de 1865.

## Louis Auguste Buffet
Louis Auguste Buffet nació el 15 de julio de 1816 en Anet, hijo de Auguste Buffet jeune. Hacia 1845, Auguste (como así Louis Auguste solía llamarse) estaba trabajando en el taller de su padre en París. Entre 1859 y 1862 registró varias patentes relativas a la fabricación instrumentos de viento-madera, y en 1864, cuando su padre murió, tomó el control del negocio. Murió el 7 de abril de 1884 en París.